# Alfred Hamerlinck
Alfred Hamerlinck (Assenede, 27 de setembro de 1905 - Gante, 10 de julho de 1993) era um ciclista belga que foi profissional entre 1927 e 1936.
Durante a sua carreira desportiva conseguiu mais de 50 vitórias, destacando duas etapas ao Tour de France e o Grande Prêmio Wolber de 1929.

## Palmarés
| - 1927 - 1º no Grande Prêmio de Primeiro de maio de Hoboken - 1º em Balgerhoeke - 1º em Maldegem - 1º em Blankenberge - Vencedor de uma etapa ao Circuito du Midi - 1928 - Campeão de Flandres Oriental - 1º em Balgerhoeke - 1º em Jabbeke - 1º em Waarschoot - 1º em Vichte - 1929 - Campeão de Flandres Oriental - 1º no Grande Prêmio Wolber - 1º na Copa Sels - 1º no Circuito de Dendre - 1º em Wondelgem - 1º em Brasschaat - 1º em Heusden - 1º em Meire - 1º em Maldegem - 1º em Balgerhoeke - 1º em Harelbeke - 1º em Jabbeke - 1930 - 1º no Campeonato de Flandres - 1º no Amberes-Namur-Amberes - 1º na Bruxelas-Oostende - 1º no Grande Prêmio de Wanze - 1º em Landegem - 1º em Temse - 1º em Eeklo - 1º em Nederbrakel - 1º em Harelbeke - 1931 - Vencedor de 2 etapas ao Tour de France e portador do maillot amarelo por um dia - Vencedor de 2 etapas à Volta à Bélgica - 1º no Circuito de Paris - 1º no Grande Prêmio de St.michel e vencedor de duas etapas - 1º em Overmere - 1º em Brasschaat - 1º no Critérium de Génova - 1º em Deinze - 1º em Ieper - 1º em Eeklo - 1º em Jabbeke - 1º em Vichte | - 1932 - 1º no Circuito das Regiões Flamengas - 1º no Grande Prêmio de Timbre Vert a Lier - 1º no Grande Prêmio nortenho a Ertvelde - 1º em Oedelem - 1º em Zelzate - 1º em Deinze - 1º em Evergem - 1º em Gante - 1º em Gistel - 1º em Bazel Waas - 1º em Temse - 1º em Kruibeke - 1º em Stekene - 1º em Zwijnaarde - 1º em Vichte - 1933 - Campeão de Flandres Oriental - 1º em Monthléry - 1º no Grande Prêmio nortenho a Ertvelde - 1º em Hemiksem - 1º em St Kruis - 1º em Lochristi - 1º no Stadsprijs Geraardsbergen - 1º em Hasselt - 1º em Vichte - 1º em Limburgse Dageraad a Sint-Truiden - 1º em Zwijndrecht - 1º em Mere - 1º em Lovaina - 1º em Petegem - 1º em Jabbeke - 1934 - 1º em Sint-Niklaas-Waas - 1º em Vilvorde - 1º no Critèrium de Aalst - 1º em Mere - 1º no Stadsprijs Geraardsbergen - 1º em Hamme - 1º em Vichte - 1935 - 1º em Vichte - 1º nas Seis horas de Bruxelas |

### Resultados no Tour de France
- 1931. Abandona (12ª etapa). Vencedor de 2 etapas. Leva o maillot amarelo durante 1 etapa